# 1 197 (nombre)
« Mille cent quatre-vingt-dix-sept » et « Mille cent nonante-sept » redirigent ici. Pour l'année, voir 1197.
1197 (mille cent quatre-vingt-dix-sept ou mille cent nonante-sept) est l'entier naturel qui suit 1196 et qui précède 1198.
Sa décomposition en produit de facteurs premiers est 3² * 7 * 19.

## En mathématiques
1197 est :
- En base 10, le 43e nombre de Zuckerman, qui suit 1184 et qui précède 1212. Dans cette base, c'est le premier nombre de Zuckerman qui se termine par le chiffre '7' après 7 qui est aussi le 7e nombre de Zuckerman et avant 331317 (367e).

## Autres
- (1197) Rhodesia est un astéroïde de la ceinture principale
- Dans la base de données de l'Insee, 1197 est le code du canton ou de la ville de Narbonne.
- La « Balanina », une route de Corse a été initialement numérotée RN 1197 puis intégrée en 2011 à la RN 197.